# Denag
Denag, död efter 459, var en iransk drottning, gift med Yazdegerd II och mor till Hormazd III och Perouz I.  Hon var regent 457-459. 
Hon regerade Sassanidernas rike från Ktesifon som tillförordnad regent under sin son Hormazd III:s regeringstid, eftersom han var upptagen med de tronstrider som utbrutit med brodern Perouz I så fort han besteg tronen, och som inte avslutades förrän Perouz segrade, störtade och dödade sin bror. 